# Durandus
Durandus de Lieja (fallecido en Lieja el 23 de enero de 1025) fue príncipe-obispo del principado de Lieja desde el año 1021 hasta su muerte.

## Biografía
Hay pocos hechos conocidos de su episcopado. Era probablemente un cortesano o un siervo del señor de Morialmé, que lo recomendó a Notker. Tuvo responsabilidades importantes bajo las administraciones de Notker, Baldrick II y Wolbodo. Éste después lo envió a Enrique II del Sacro Imperio Romano Germánico, que lo nombró maestrescuela en Bamberg y vicecanciller del imperio. Consagró la iglesia de la abadía de Gembloux el 22 de julio de 1022, recuperó la finca de Heerewaarden donde Baldrick II murió y consagró la iglesia de Fumal, cerca de Huy.
Murió el 23 de enero de 1025. Inicialmente fue enterrado fuera de la abadía de San Lorenzo, pero en 1030 el abad trasladó sus restos al interior de la abadía.

### Citas
1. 1 2 3 4  «L'église impériale : de Baldéric II à Otbert» (en francés). Archivado desde el original el 3 de marzo de 2016. Consultado el 9 de marzo de 2014.
2. ↑  Damiens, Michel (2009). «Durand (1021-1025)». Larousse en ligne (en francés).